# Колумбия-Сити (Индиана)
Колумбия-Сити (англ. Columbia City) — город и административный центр округа Уитли в штате Индиана в Соединённых Штатах Америки.
Согласно данным переписи населения США 2020 года число жителей города 
составляло 9892 человек, что, для такого небольшого населённого пункта, существенно больше, чем было во время предыдущей переписи проводившейся в 2010 году (8750 человек). Перепись 2023 года показала, что число жителей перевалило за 10 тысяч.

## История
Первые европейцы обосновались в этих местах в 1837 году после окончания войны Черного Ястреба и завершения строительства канала Эри. В основном они были из Новой Англии — поселенцы «янки», потомки английских пуритан, которые обосновались в Новом свете в колониальную эпоху. Они были в основном членами Конгрегационалистской церкви, хотя из-за Второго великого пробуждения, еще до приезда сюда, некоторые из них обратились в методизм, а некоторые стали баптистами. В то время на этих землях не было ничего, кроме густого девственного леса и дикой прерии.
Поселение Колумбия-Сити было основано в 1839 году и изначально называлось просто «Колумбия». Позже, в 1854 году, название было изменено, поскольку в штате уже был населённый пункт с таким названием.
Приход железной дороги в 1856 году привел к быстрому росту небольшого города, и с 1865 по 1875 год население Колумбия-Сити утроилось.
Несколько архитектурных объектов города включены в Национальный реестр исторических мест США.

## География
Согласно данным Бюро переписи населения США, общая площадь города составляет 5,601 квадратных миль (14,51 км2), из которых 5,58 квадратных миль (14,45 км2 или 99,63%) — это суша и 0,021 квадратных миль (0,05 км2 или 0,37%) — водная поверхность.

## Климат
Согласно системе классификации климатов Кёппена, в этом районе влажный континентальный климат с жарким летом, на климатических картах обозначаемый аббревиатурой «Dfa». 
Самая высокая температура, зарегистрированная в Колумбия-Сити, составила 103 °F (39,4 °C) 26 июня 1988 года, а самая низкая температура составила −24 °F (−31,1 °C) 19–21 января 1994 года.